# ドーン・アダムズ
ドーン・アダムズ（Dawn Addams, 1930年9月21日 - 1985年5月7日）はイギリスの女優。1950年代にはメトロ・ゴールドウィン・メイヤー（MGM）の作品を中心に映画女優としてハリウッドで、1960年代から1970年代にかけてはイギリスのテレビ界で活躍した。チャールズ・チャップリンの1957年の作品『ニューヨークの王様』ではヒロインを務め、スペンサー・トレイシーやデヴィッド・ニーヴンといった名優とも共演を重ねた。

## 生涯
1930年9月21日、サフォークのフェリックストウに生まれる。生後間もなく一家はイギリス領インド帝国のカルカッタに移るが、カルカッタに移ってのち母が亡くなり、以降は母方の祖父母に育てられることとなった。ドーンは5歳になってからイギリスに戻る。妻に先立たれた父親は1942年10月にモンテシートで女優のアーリーン・ジャッジと再婚するが、その生活も1945年7月で終わる。ドーンは物心ついてから父親に女優になることを打ち明けたあと、王立演劇学校に進んで女優の道を歩み始めることとなり、1949年に初舞台を踏む。舞台デビュー翌年の1950年、若年ながら小劇団を率いて巡業していたドーンはMGMにスカウトされ、1951年のレイ・ミランド主演の映画『夜から朝まで』のドッティ・フェルプス役で銀幕にデビューした。MGMでのドーンは『雨に唄えば』（1952年）のテレーザ、『月蒼くして』（1953年）のシンシア・スレーターおよび『聖衣』（1953年）のユニアといった役柄で出演する。私生活の面では1954年にロッカセッカ公ドン・ヴィットリオ・エマヌエーレ・マッシモと結婚し、ローマに移り住んでいた。翌1955年1月10日には長男ステファノ・マッシモを出産する。
この間、ドーンはチャップリンの『ライムライト』のヒロインであるテリー役のオーディションを受ける。テリー役にはクレア・ブルームが選ばれてドーンはその座を逃したが、その存在はチャップリンの記憶の中に残っていた。チャップリンは1954年に、のちに『ニューヨークの王様』として結実する、祖国を追放されニューヨークに滞在する国王を題材とした作品の製作を発表し、ヒロインである若い女性広告エージェントであるアン・ケイ役の人選に取りかかった。当初、この役にはヴォードヴィル芸人の孫でもあったケイ・ケンドールの起用が考えられ、チャップリンの妻のウーナや片腕のジェリー・エプスタインがその考えに同調していた。ところが、ケイの出演作の一つである『ジュヌヴィエーヴ』を見たチャップリンは気が変わり、ケイの起用はなくなった。代わってチャップリンがヒロイン役として目星をつけたのがドーンであった。チャップリンはドーンに電話で直接出演交渉し、さらにドーンがコルシェ・スール・ヴヴェイのマノワール・ド・バンを訪問して、正式にヒロインとして選ばれることとなった。完成した『ニューヨークの王様』は、チャップリン自身がその犠牲となったマッカーシズムを皮肉り、ジャン＝リュック・ゴダールやフランソワ・トリュフォーなどといった若い世代の映像作家に多大な影響を与えた。ドーンも、金に窮する国王をコマーシャルや整形手術などに誘う広告エージェントの役を好演した。イギリス映画である『ニューヨークの王様』はさておいて、この時期のドーンの出演作は前述のMGM時代の作品も含め、ハリウッドのモラルから多少逸脱するものが多かったが、ニューヨークを中心に一定以上の支持を集めた。
1960年代以降のドーンは『怪人マブゼ博士』（1960年）のヒロインなど定期的な映画出演の傍らでテレビドラマにも進出。私生活でも1966年3月に次男ノエル・ショーン・パトリック・アダムズを出産するが、ノエルは生後半年で気管支炎により亡くなってしまった。1971年4月23日にはロンドンでマッシモと離婚する。2年後の1973年、長男ステファノが映画プロデューサーのアイヴァン・フォックスェルの娘と婚約し、ドーンはこの婚姻に賛成の意を示した。その翌年の1974年、ドーンはジミー・ホワイトと再婚した。1980年代に入ってからは癌を患い、代替医療のためにフロリダに行ったりした。1985年3月から4月にかけてはアメリカ滞在中に3週間ほど昏睡状態に陥り、意識が回復したのちロンドンに戻った。それから間もない1985年5月7日、ドーン・アダムズはロンドンの病院で54年の生涯を終えた。

## 主な出演作品
インターネット・ムービー・データベースのデータによる。

### 映画
| 公開年 | 邦題 原題                                                    | 役名                       | 備考           |
| ------ | ------------------------------------------------------------ | -------------------------- | -------------- |
| 1951   | 夜から朝まで Night Into Morning                              | ドティ・フェルプス         |                |
| 1952   | 雨に唄えば Singin' in the Rain                               | テレサ                     | クレジットなし |
| 1953   | 悲恋の王女エリザベス Young Bess                              | ケイト・ハワード           |                |
| 1953   | 月蒼くして The Moon Is Blue                                  | シンシア・スレイター       |                |
| 1953   | 聖衣 The Robe                                                | ジュリア                   |                |
| 1954   | 宇宙への挑戦 Riders to the Stars                             | スーザン・マナーズ         |                |
| 1954   | 寝台の秘密 Secrets d'alcôve                                  | ジャネット                 |                |
| 1955   | 海底の争奪 Il tesoro di Rommel                               | ソフィア                   |                |
| 1956   | 第五戦線・遠い道 Londra chiama Polo Nord                     | メアリー                   |                |
| 1957   | チャップリンのニューヨークの王様 A King in New York          | アン・ケイ                 |                |
| 1958   | 潜航電撃隊 The Silent Enemy                                  | ジル・マスターズ           |                |
| 1958   | 狂った本能 L'île du bout du monde                            | ヴィクトリア               |                |
| 1959   | 逆襲の河 I battellieri del Volga                             | イリーナ・タチアナ         |                |
| 1959   | 気分を出してもう一度 Voulez-vous danser avec moi?            | アニタ・フロレス           |                |
| 1960   | 怪人マブゼ博士 Die 1000 Augen des Dr. Mabuse                 | マリオン・メニル           |                |
| 1960   | ジキル博士の二つの顔 The Two Faces of Dr. Jekyll             | キティ                     |                |
| 1960   | 激しい夜 Les menteurs                                        | ノーマ・オブライエン       |                |
| 1961   | 恋のラストチャンス Follow That Man                           | ジャネット・クラーク       |                |
| 1963   | 翼のリズム Come Fly with Me                                  | ケイティ・リナード         |                |
| 1964   | 黒いチューリップ La Tulipe noire                             | Catherine de Vigogne       |                |
| 1964   | 星空 Ballad in Blue                                          | ジーナ・グラハム           |                |
| 1966   | 続・殺しのライセンス Where the Bullets Fly                   | フェリシティ・ムーンライト |                |
| 1970   | バンパイア・ラヴァーズ The Vampire Lovers                    | 伯爵夫人                   |                |
| 1971   | 哀愁のパリ Sapho ou La fureur d'aimer                        | マリアン                   |                |
| 1973   | 墓場にて/魔界への招待・そこは地獄の始発駅 The Vault of Horro | Inez                       |                |

### テレビ
- The Alan Young Show (1953)
- Sherlock Holmes (1955)
- The Edgar Wallace Mystery Theatre  (1955)
- The Saint (1963 - 66)
- Armchair Theatre (1970 - 71)
- Father Dear Father (1971 - 73)
- Star Maidens (1976)
- Triangle (1983)